# Gib mich ganz zu eigen dir

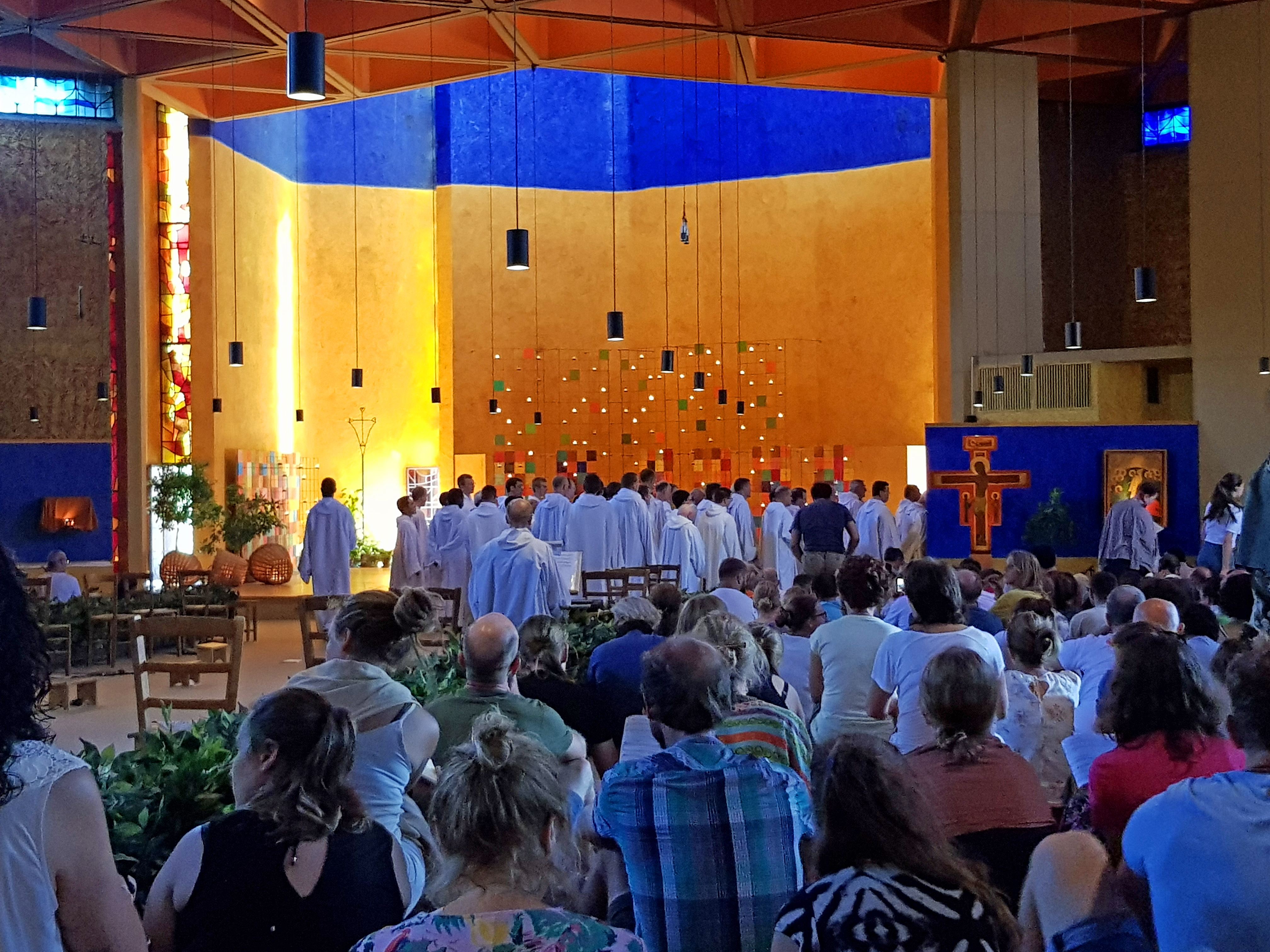
Das Lied wird oft in der Kirche der Versöhnung von Taizé gesungen

Gib mich ganz zu eigen dir ist ein durch die Communauté de Taizé geschriebenes Kirchenlied. Der Text geht auf ein Gebet von Niklaus von Flüe zurück.

## Text
| Aktueller Liedtext | Liedtext in erster Version | Gebet von Niklaus von Flüe in einer heute gebräuchlichen Version |
| --- | --- | --- |
| Nimm alles von mir, was mich fernhält von dir. Gib alles mir, was mich hinführt zu dir. Lebendiger Gott, nimm mich mir und gib mich ganz zu eigen dir. | Nimm alles von mir, was mich hindert zu dir. Gib alles von mir, was mich fördert zu dir. Mein Herr und mein Gott, nimm mich mir und gib mich ganz zu eigen dir. | Mein Herr und mein Gott, nimm alles von mir, was mich hindert zu dir. Mein Herr und mein Gott, gib alles mir, was mich führet zu dir. Mein Herr und mein Gott, o nimm mich mir und gib mich ganz zu eigen dir. |

Sprachlich fand eine Vereinfachung des Ursprungstextes statt. Ausdrücke wie „hindert zu“ und „fördert zu“ hätten auf viele deutschsprachige junge Leute in Taizé befremdlich gewirkt. Nun heißt es im Lied „Nimm alles von mir, was mich fernhält von dir. Gib alles mir, was mich hinführt zu dir.“ In der aktuellsten Version des Liedes wurde „mein Herr und mein Gott“ zu „lebendiger Gott“ geändert. Die erste Version des Liedes wurde ausschließlich in der Testphase während der Gesänge in Taizé genutzt, für das internationale Jugendtreffen und die Gesangbücher wurden die überarbeiteten Versionen verwendet.

## Form
Das Lied ist ein für die Gemeinschaft von Taizé charakteristischer, vierstimmiger Kurzgesang. Das Lied wird in meditativer Weise unverändert wiederholt gesungen. Es kann von Sologesängen unterstützt werden. Zudem gibt es Notensätze für Keyboard, Gitarre, Flöte, Oboe, Klarinette, Cello und Fagott. 
Das Lied kann man (derzeit) nur in deutscher Sprache singen (die meisten Taizé-Gesänge sind in verschiedenen Sprachen singbar, siehe z. B. El Senyor).

## Geschichte und Ausbreitung
Das Lied wurde 2017 publiziert, in dem Jahr also, in dem sich das Geburtsjahr von „Bruder Klaus“, wie Niklaus de Flüe auch genannt wird, zum 600. Mal jährte. Das Lied wurde anlässlich des 40. europäischen Taizé-Jugendtreffens Ende 2017 im schweizerischen Basel komponiert.
Das Lied unterliegt dem Copyright von Ateliers et Presses de Taizé, ist also keinem namentlich bekannten Komponisten zuzuordnen, sondern von den Brüdern aus Taizé geschrieben worden. Dies ist bei vielen neueren Taizé-Liedern der Fall.